# Nieu-Bethesda

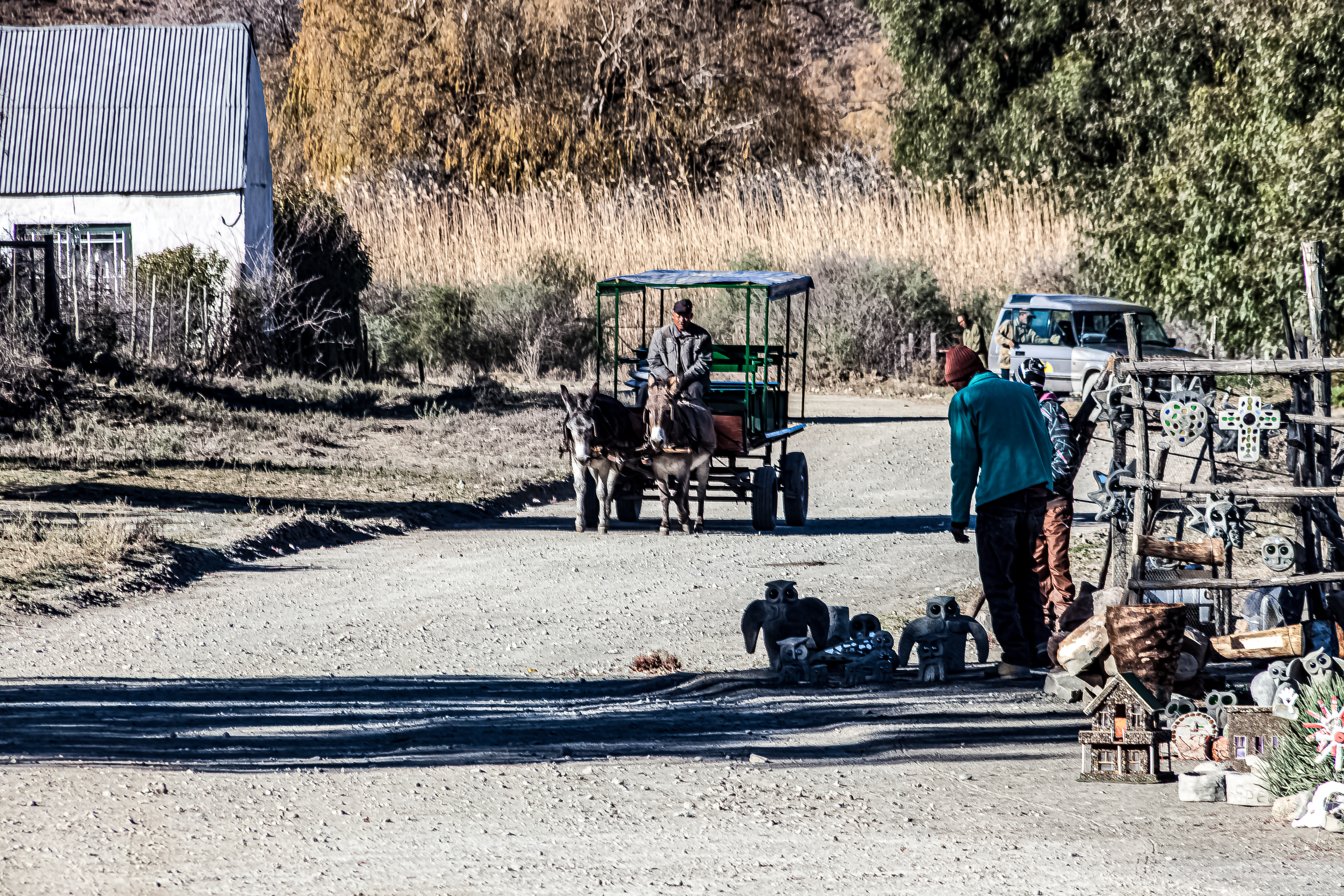
Carriole tirée par des ânes.

Nieu-Bethesda est une localité située dans la municipalité locale de Dr Beyers Naudé, dans le district de Sarah Baartman, province du Cap-Oriental, en Afrique du Sud. En 2011, sa population est de 1 540 habitants.

## Source
- (en) Cet article est partiellement ou en totalité issu de l’article de Wikipédia en anglais intitulé « Nieu-Bethesda » (voir la liste des auteurs).